# Абланедо, Хуан Карлос
Хуа́н Ка́рлос Аблане́до Игле́сиас (исп. Juan Carlos Ablanedo Iglesias; род. 2 сентября 1963, Мьерес, Астурия) — испанский футболист, вратарь. Игрок национальной сборной Испании. Трёхкратный обладатель трофея Рикардо Саморы.

## Карьера
Хуан Абланедо является воспитанником футбольной академии хихонского «Спортинга». Именно в этом футбольном клубе Хуан Карлос провёл всю свою футбольную карьеру. Из-за невысокого роста, но благодаря феноменальной ловкости и прыгучести, получил прозвище El gato (Кот). На молодёжном чемпионате Европы 1986 года, Абланедо был основным голкипером сборной Испании и сыграл ключевую роль в победе испанцев на турнире. За всю карьеру провёл более 400 официальных матчей в составе футбольного клуба «Спортинг» Хихон. Участник двух чемпионатов мира по футболу (1986, 1990) в составе национальной сборной Испании.

## Достижения
Международные
Испания (до 21)
- Чемпионат Европы по футболу среди молодёжных команд — 1986

Индивидуальные
- Обладатель трофея Рикардо Саморы — 1985, 1986, 1990